# Boliviaanse Gasoorlog
De Boliviaanse Gasoorlog was een conflict over de exploitatie van de natuurlijke gasreserve (de grootste in Zuid-Amerika) in Bolivia. De reserves waren ontdekt in het midden van de jaren negentig en bevinden zich in de zuidoostelijke provincie Tarija. Het conflict ging met name over het plan om het gas naar  bewerkingsfaciliteiten in Chili te transporteren, alvorens het zou worden verscheept naar de VS.
Vanaf begin oktober 2003 hield de overheid gewelddadige razzia's op protestblokkades. Deze hadden geleid tot tientallen doden. Lokale groepen en vakbonden vroegen om het aftreden van president Gonzalo Sánchez de Lozada. De provincie dreigde zich zelfs af te scheiden van Bolivia. Na zijn aftreden werd vicepresident en voormalig journalist Carlos Mesa 18 oktober tot president benoemd. Mesa had aangekondigd dat hij een bindend referendum wil houden over het gasproject. 
Op 23 oktober 2003 nam het Europees Parlement een resolutie aan over de situatie in Bolivia.